# Tārā (buddismo)

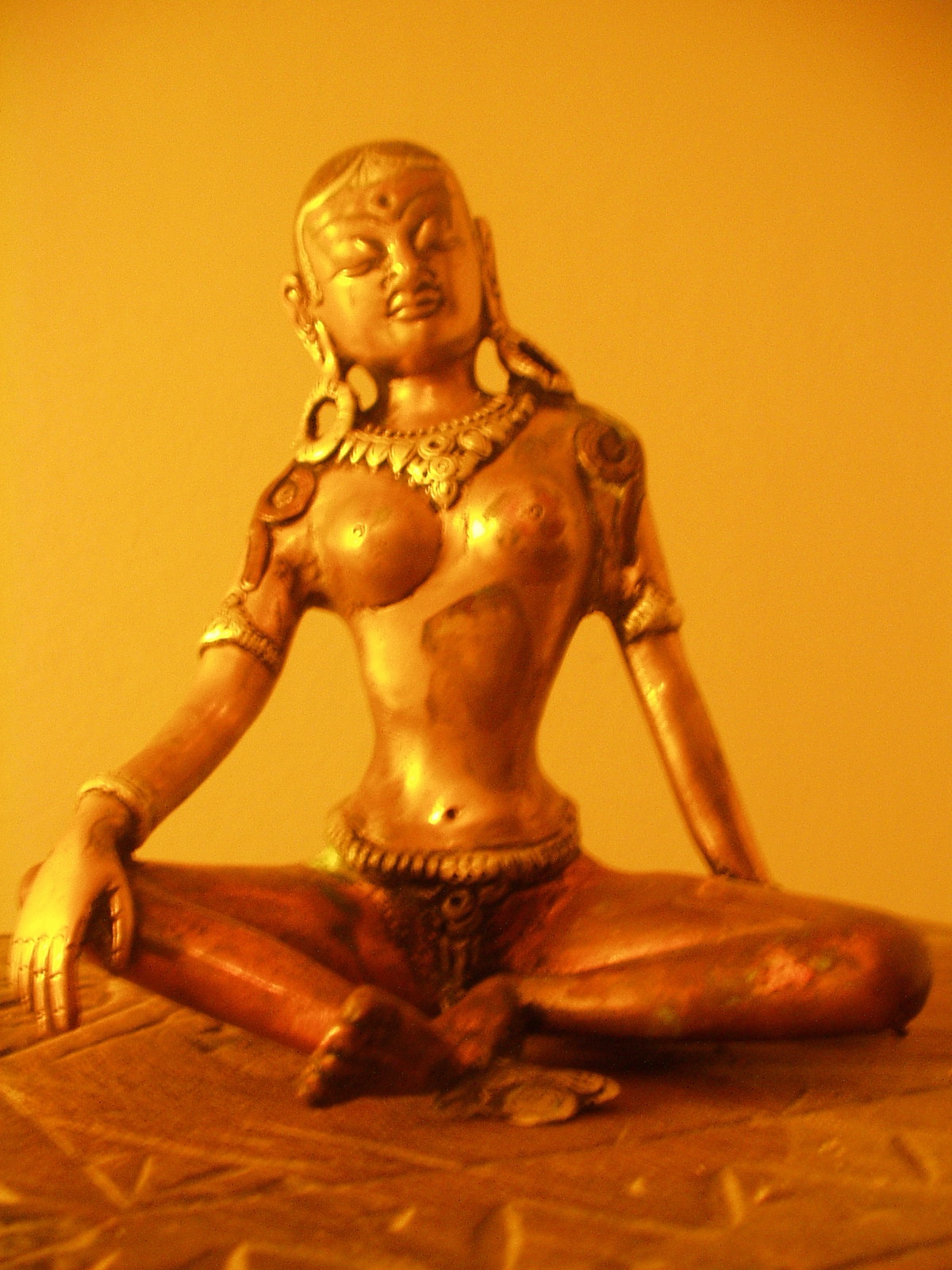
Tara Verde come Mahasritara in un bronzetto nepalese

Tārā (in sanscrito तारा, lett. "stella") o Arya Tārā, nota in tibetano come Dölma (sGrol-ma) o Jetsun Dölma (in cinese come Duo Luo 多羅 o come Du Mu 度母), è un bodhisattva trascendente femminile del buddismo tibetano. Rappresenta l'attività compassionevole (sanscrito: karuna) e la conoscenza dell'intrinseca vacuità di ogni dualismo (prajñāpāramitā).

## Gli aspetti di Tārā
Con Tārā in effetti si intendono numerose diverse emanazioni e forme, come diversi aspetti di un bodhisattva trascendente, inteso cioè metaforicamente per incarnare una particolare qualità. Tārā stessa potrebbe essere considerata un'emanazione di Avalokiteśvara o addirittura la sua variante femminile nel buddismo tibetano e nel buddismo Mahāyāna indiano. Infatti Avalokiteśvara stesso nel buddismo estremo orientale (in Corea, Cina, Giappone e Vietnam) è rappresentato come una donna (Guanyin) o come un essere sessualmente ambiguo.
Il mantra (cioè «che protegge la mente», composto da manas, «mente» in sanscrito, + tra, «che protegge») a lei connesso è: Oṃ tāre tuttāre ture svāhā (svaha è generalmente pronunciato soha in tibetano): «Om, Liberatrice, che elimini ogni paura, e che concedi ogni successo, possano le tue benedizioni radicarsi nel nostro cuore». Esiste anche una serie di 108 lodi a Tārā che possono essere recitate accompagnandosi dal rosario buddhista di appunto 108 grani.

## Genesi del culto di Tārā

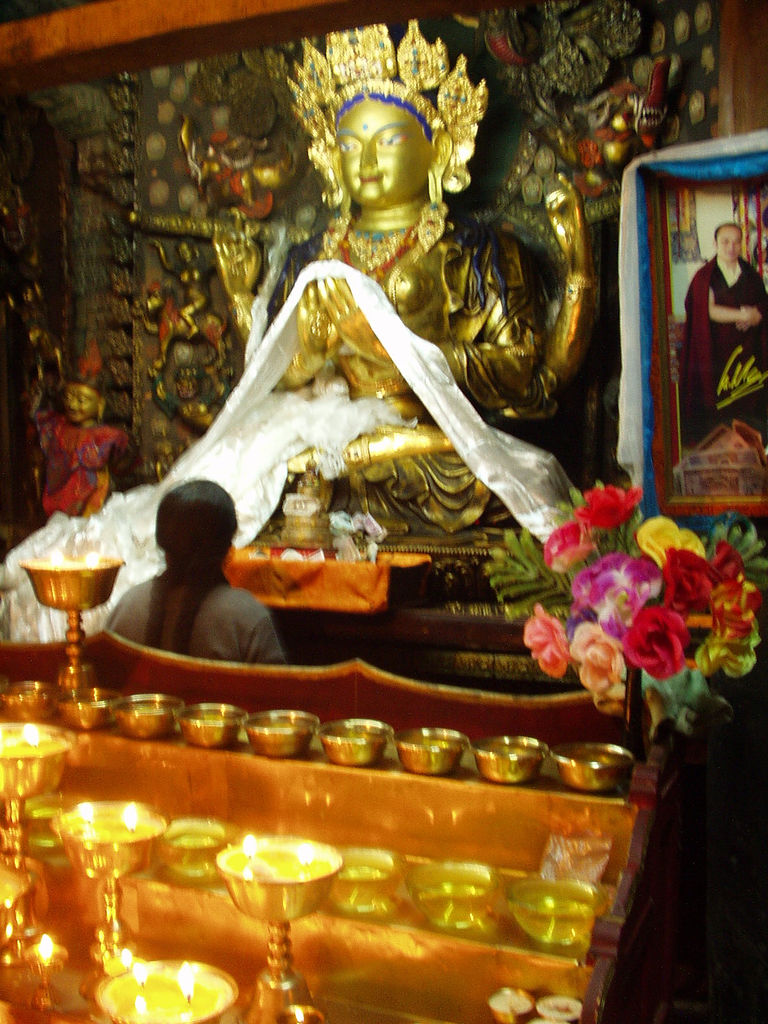
Altare dedicato a Tārā nel monastero di Shalu in Tibet.

Introdotta nel culto buddhista mahayanico verso il VI secolo, Tārā era una divinità del pantheon induista associata a Sarasvati, Lakshmi, Parvati, e Shakti. Quindi un'espressione archetipa del principio femminile.
La sua introduzione è posteriore alla diffusione del Sutra della Prajñāpāramitā: naturale quindi che divenisse inizialmente la Madre della Perfezione della Conoscenza (la  Prajñāpāramitā stessa), cioè l'applicazione del principio femminile al senso di non-dualità trasmesso dal testo, e che solo in seguito, come Usnisavijaya, sia divenuta madre di tutti i Buddha, ovvero origine della loro illuminazione.
Con l'associare a Tārā del concetto di madre si produsse l'ulteriore associazione con le qualità materne di compassione e pietà. Per i fedeli comuni nell'India del VI secolo fu più facile riuscire a visualizzare come oggetto di culto una madre o una ragazza piene di energia caritatevole e disinteressata, che il suo effettivo ruolo di manifestazione della conoscenza (prajña) dell'intrinseco vuoto che permea ogni dualismo, ovvero la consapevolezza, sulle prime piuttosto inquietante, che non esiste affatto distinzione tra Saṃsāra e Nirvāṇa.

## Il culto di Tārā nel buddismo tibetano

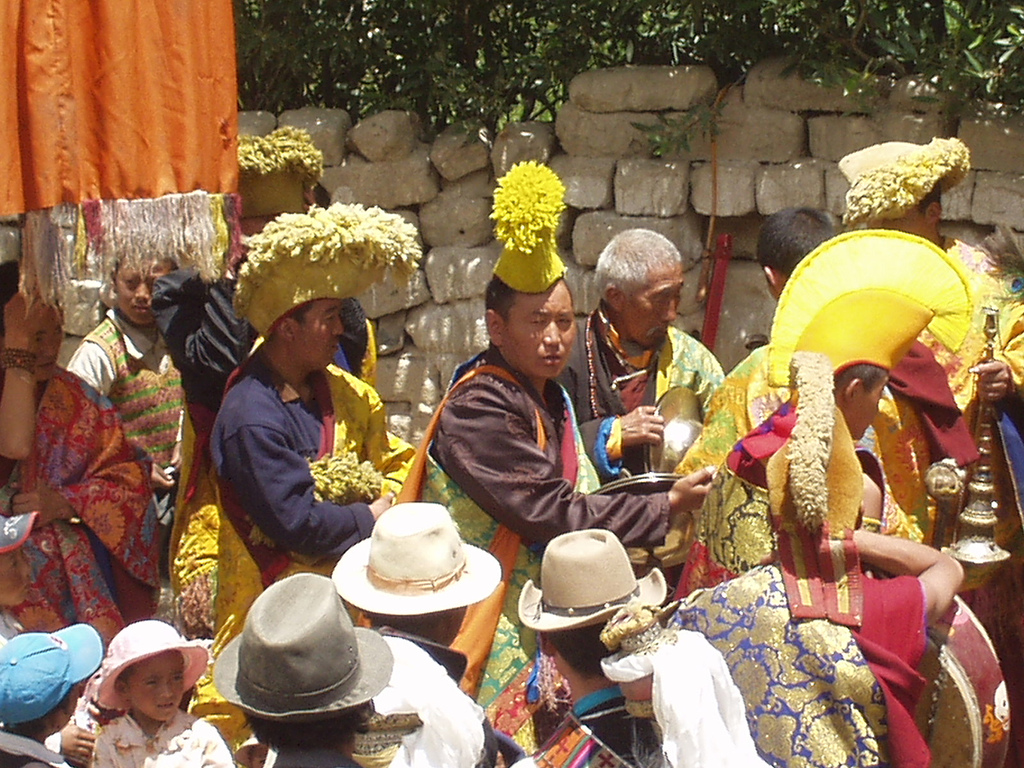
Monaci gelugpa nella valle di Gyantze in una processione pubblica per Tara

Deità della Compassione nel Mahayana e nel Vajrayana assume un ruolo rilevante in Tibet dal VII-VIII secolo .
Secondo le Cronache Tibetane, la prima comparsa di Tara in Tibet è dovuta alla principessa Nepalese Tritsun, figlia di Amsurvarman e moglie del re Songtsen Gampo (569-650), che ne porta una statua in legno di sandalo con sé. A quell'epoca, però, Tara non è oggetto di particolare venerazione: solo più tardi, quando i Tibetani considereranno il re Songtsen Gampo come un'emanazione di Avalokiteśvara, le sue due mogli principali ( la principessa Nepalese Tritsun e la Cinese Wengcen) verranno ritenute rispettivamente delle emanazioni della Tara Bianca e della Tara Verde, oppure di Tara e Bhrkuti.
Di Tara si fa menzione più volte nei Mandala del Manjusrimulakalpa.
Nel Mahavairocanasutra figura quale emanazione di Avalokitesvara, mentre diventa la Deità centrale del Tantra a lei dedicato, il Sarvatathagatamatr-Taravisvakarmabhavatantranama ( Tib. De-bzhin gshegs-pa thams-cad-kyi yum sgrol-ma las snat-shogs 'byung zhes.bya-ba'i rgyud ), " Il Tantra detto all'origine di tutti i riti di Tara, Madre di tutti i Tathagata ", in cui
si trova la celebre Bhagavatyaryataradevya namaskaraikavimsati ( Tib. Sgrol-ma-la phyag-tshal nyi-shu rtsa-gcig-gi bstod-pa ), " Lode a Tara in ventun'omaggi " .
Sotto la forma di Kurukulla, le è dedicato il Tantra dell'Aryatarakurukulletantra ( Tib. 'Phags-ma-sgrol-ma Kurukulle'i rtog-pa ).
Questi testi e altri sono stati tradotti in Tibetano nell'XI secolo e figurano nel Kanjur.
Fra i Commentari, si trova quello di Taranatha, " Il Rosario d'oro " ( Tib. gSer-gyi'phren ba ).
Gli inni e le lodi a Tara sono numerosi e fra i più celebri si trovano il Muktikamalanama ( Tib. Mu-tig'phreng-ba ) " Il Rosario di perle ", di Candragomin, l'Astabhayatrana ( Tib. 'Jigs-pa brgyad-las skyod-pa ), " La Protezione dalle otto grandi paure ", di Atisa, e gli inni di lode di Nagarjuna, Matrceta, Sarvajnamitra e Suryagupta .

## Leggende popolari su Tārā
La nascita di Tārā è usualmente associata ad Avalokiteśvara, il Bodhisattva della compassione. Questi, visualizzati i mondi più bassi in cui il ciclo delle rinascite porta gli esseri, mosso a compassione e deciso di dedicarsi alla salvezza di tutti, versò delle lacrime. Da queste si formò un lago in cui nacque un fiore di loto. Allo sbocciare del fiore al centro si trovava Tārā.
In un'altra leggenda si narra che Tārā, in una sua antichissima manifestazione come Yeshe Dawa (Luna della Consapevolezza Primordiale), dedicasse offerte al Buddha Tonyo Drupa per milioni di anni e da questi l'abbia istruita sul concetto di bodhicitta.
In seguito, avvicinata da dei monaci, si sentì dire che avrebbe dovuto mirare a una rinascita come maschio, per poi raggiunge l'illuminazione.
Ella prontamente ribatté che l'essere di sesso femminile era una barriera per raggiungere l'illuminazione solo per gli ottusi che ancora illuminati non erano. Prese quindi la decisione di rinascere come bodhisattva femminile fino a che il Saṃsāra non si fosse svuotato.
Dopo decine di milioni di anni di meditazione Yeshe Dawa manifestò la sua illuminazione suprema come Tārā.
Riguardo a questa storia così si espresse il XIV Dalai Lama:
"C'è un vero movimento femminista nel buddismo che è collegato alla deità Tārā. Perseguendo la sua educazione alla bodhicitta, ovvero la motivazione del bodhisattva, lei pose lo sguardo su quanti si sforzavano di conseguire il pieno risveglio, e si rese conto che erano troppo pochi quanti raggiungevano la buddhità come donne. Così fece un voto:
"Io in quanto donna ho sviluppato la bodhicitta. Per tutte le mie vite lungo il percorso faccio il voto di rinascere donna e, nella mia ultima vita quando conseguirò la buddhità, anche allora sarò una donna."